# 국가청소년지도자
국가청소년지도자(國家靑少年指導者, 독일어: Reichsjugendführer)는 히틀러 청소년단의 최고 계급이다. 초대 국가청소년지도자는 발두어 폰 시라흐이고 그 후임은 아르투어 악스만이었다.
본래 국가청소년지도자를 나타내는 계급장은 따로 없었다. 사진을 보면 폰 시라흐가 나치당 특유의 갈색 튜닉에 청소년단 완장을 두른 것을 확인할 수 있다. 그러나 나중에 악스만이 SS국가지도자 계급장과 유사한 계급장을 만들어 달았다.
폰 시라흐와 악스만은 모두 제2차 세계대전에서 청소년과 아동들의 정신을 오염시키는 데 중요한 역할을 한 전범으로 단죄받았다.

## 참고 문헌
- Hamilton, Charles (1984). 《Leaders & Personalities of the Third Reich, Vol. 1》. San Jose, CA: R. James Bender Publishing. ISBN 0-912138-27-0.
- McNab, Chris (2009). 《The Third Reich》. Amber Books Ltd. ISBN 978-1-906626-51-8.